# 馬渡新平
馬渡 新平（まわたり しんぺい、1976年 - ）は、陶芸家。
埼玉県に生まれる。1995年、北海道札幌西高等学校卒業。1999年、富山大学工学部中退。2001年、京都伝統工芸専門校卒業。2002年、萩焼松野緑栄窯（山口県萩市）にて修行。2004年、札幌市手稲区に工房を構え、後に小樽市忍路に移転。2012年5月、秋田県仙北郡美郷町に移転、牛舎をセルフリフォームして工房とする。地元の土で刷毛目や粉引の器を制作。2015年11月、北海道余市町に移住。